# حنا أرسينيك باران
حنا أرسينيك باران (بالأوكرانية: Ганна Василівна Арсенич-Баран؛ 26 يونيو 1970 - 1 أبريل 2021) كاتب أوكراني. كانت نائبة رئيس منذ 2011 ثم رئيسة منذ 2016 للمنظمة الإقليمية لاتحاد الكتاب المسماة منظمة تشيرنيهيف الإقليمي في المملكة المتحدة.
تخرجت من كلية اللغة في معهد إيفانو فرانكيفسك التربوي الحكومي في ستيفانيكا. تعيش في تشيرنيهيف منذ عام 1998. هي رئيس قسم التخصصات اللغوية وطرق التدريس معهد تشيرنيهيف الإقليمي للتعليم العالي التربوي، أستاذ مشارك في العلوم اللغوية. مع زوجها عميد كنيسة الجمعة الأب يقوم مايرون بتربية ابنهما إيفان.
توفيت أرسينيك باران في 1 أبريل 2021 عن عمر يناهز 50 عامًا.